# Molenbeek-Saint-Jean/Sint-Jans-Molenbeek
Molenbeek-Saint-Jean (französisch) oder Sint-Jans-Molenbeek (niederländisch) ist eine der 19 Gemeinden der zweisprachigen Region Brüssel-Hauptstadt in Belgien. Sie hat 98.365 Einwohner (Stand: 1. Januar 2024) auf 5,89 Quadratkilometern Fläche.

## Geographie
Molenbeek liegt unmittelbar westlich der Brüsseler Altstadt (Porte de Flandre/Vlaamsepoort), von dieser durch den Charleroikanal getrennt. Außer an die Stadt Brüssel grenzt die Gemeinde an Anderlecht, Berchem-Sainte-Agathe/Sint-Agatha-Berchem, Koekelberg und Jette sowie, ganz im Westen, an die flämische Gemeinde Dilbeek.
Der erste dörfliche Siedlungskern lag im Bereich des heutigen Rathauses und der Johannes-der Täufer-Kirche (Liste von Johanneskirchen) auf einem kleinen Hügel nördlich der Einmündung des Molenbeeks in die Petit Senne, einem westlichen Arm der Senne.
Die in nord-südlicher Richtung verlaufende Bahnlinie zum Westbahnhof unterteilt die Gemeinde in zwei deutlich verschiedene Teile, mit den dicht besiedelten älteren, armen Vierteln östlich bis zum Kanal, die auch Unter-Molenbeek genannt werden, und den noch weniger dicht besiedelten, bürgerlichen Vierteln westlich davon.
Der Molenbeek entspringt im westlichsten Gemeindeteil im Bereich des Weilers Moortebeek und ist in der Gegenwart weitgehend kanalisiert und nur noch im westlichsten Teil im Bereich des Scheutbos offen. Weiter östlich waren früher zahlreiche Teiche aufgestaut, um die die Chaussée de Gand/Gentsesteenweg in Höhe der U-Bahn-Station Etangs Noirs/Zwarte Vijvers noch immer einen Bogen macht. Dort lag der Platz Quatre-Vents/Vier-Winden, wo von Nordwesten zudem ein weiterer Bach, der Karreveldbeek einmündete und der Zehnthof (thiendscure) lag, der den Zehnt für die Brüsseler Michael-und-Gudula-Kathedrale als größtem Grundstückseigentümer im Ancien Régime einsammelte.

## Geschichte
Die Anfänge des Dorfes Molenbeek sind vermutlich auf den Beginn des zwölften Jahrhunderts, frühestens auf das Ende des elften Jahrhunderts zu datieren. Die erste urkundliche Erwähnung erfolgte am 9. April 1174 in einer päpstlichen Bulle, die das Eigentum des Kapitels der Brüsseler Michael-und-Gudula-Kathedrale im Bereich der Gemeinde aufzählte. Dazu gehörte die Johannes-der-Täufer-Kirche, der Zehnt (dîmes) sowie weiterer Grundbesitz. In einer Legende zum Leben der Heiligen Gudula, die im zwölften Jahrhundert entstand, wird zwar Molenbeek erwähnt, jedoch gibt es keinerlei Belege für dessen Existenz bereits im zehnten Jahrhundert.

## Politik
Nachdem Molenbeek durchgängig seit 1879 liberale Bürgermeister hatte, wurde Louis Mettewie am 1. Februar 1939 von Edmond Machtens abgelöst, dem ersten sozialistischen Bürgermeister Molenbeeks. Er wurde fast vierzig Jahre und teilweise mit absoluten Mehrheiten wiedergewählt, bis er 76-jährig am 5. Dezember 1978 im Amt verstarb. Auf ihn gehen zahlreiche Neuerungen und Bauten in der Nachkriegszeit zurück, er prägte die Gemeinde nachhaltig. So ergriff er die Initiative für den Bau des Stadions von Molenbeek, das nach ihm benannt wurde und in dem der Nachfolger des Royal Racing Club Bruxelles, der RWD Molenbeek spielt.
Seither galt Molenbeek als Hochburg der Sozialistischen Partei (PS), deren letzter Bürgermeister fast zwanzig Jahre lang Philippe Moureaux war, der zwischenzeitlich auch Vizepräsident der Sozialisten und belgischer Minister war. Bei der Kommunalwahl 2012 wurde er jedoch abgewählt und es bildete sich eine Koalitionsregierung unter Ausschluss der Sozialisten. Bürgermeisterin wurde Françoise Schepmans von den Liberalen (MR).
Bei den nächsten Kommunalwahlen 2018 gingen jedoch wieder die Sozialisten mit 17 von 45 Sitzen (für PS und sp.a in einer gemeinsamen Liste) als Sieger hervor und die Tochter des vorherigen Bürgermeisters, Catherine Moureaux von den Sozialisten (PS) wurde Bürgermeisterin. Der MR wurde mit 13 Sitzen zweitstärkste Partei und Koalitionspartner, die vormalige Bürgermeisterin Françoise Schepmans wurde Erste Schöffin (prèmiere échevine/eerste schepen).

### Stadtrat
- PVDA: 11
- PS – Vooruit: 12
- Ecolo – Groen: 2
- MR: 8
- LE – CD&V: 1
- TFA: 7
- Sonst.: 4

Nach der Wahl wurde eine Koalition aus PS – Vooruit, PVDA und Molenbeek Autrement (Sonstige) eingegangen.
- PVDA: 19
- PS – Vooruit: 82
- Ecolo – Gr: 17
- MR: 36
- MR – DéFI: 30
- DéFI: 2
- LE – CD&V: 10
- TFA: 7
- N-VA: 2
- VB: 4
- FN: 3
- Sonst.: 5

## Bevölkerung

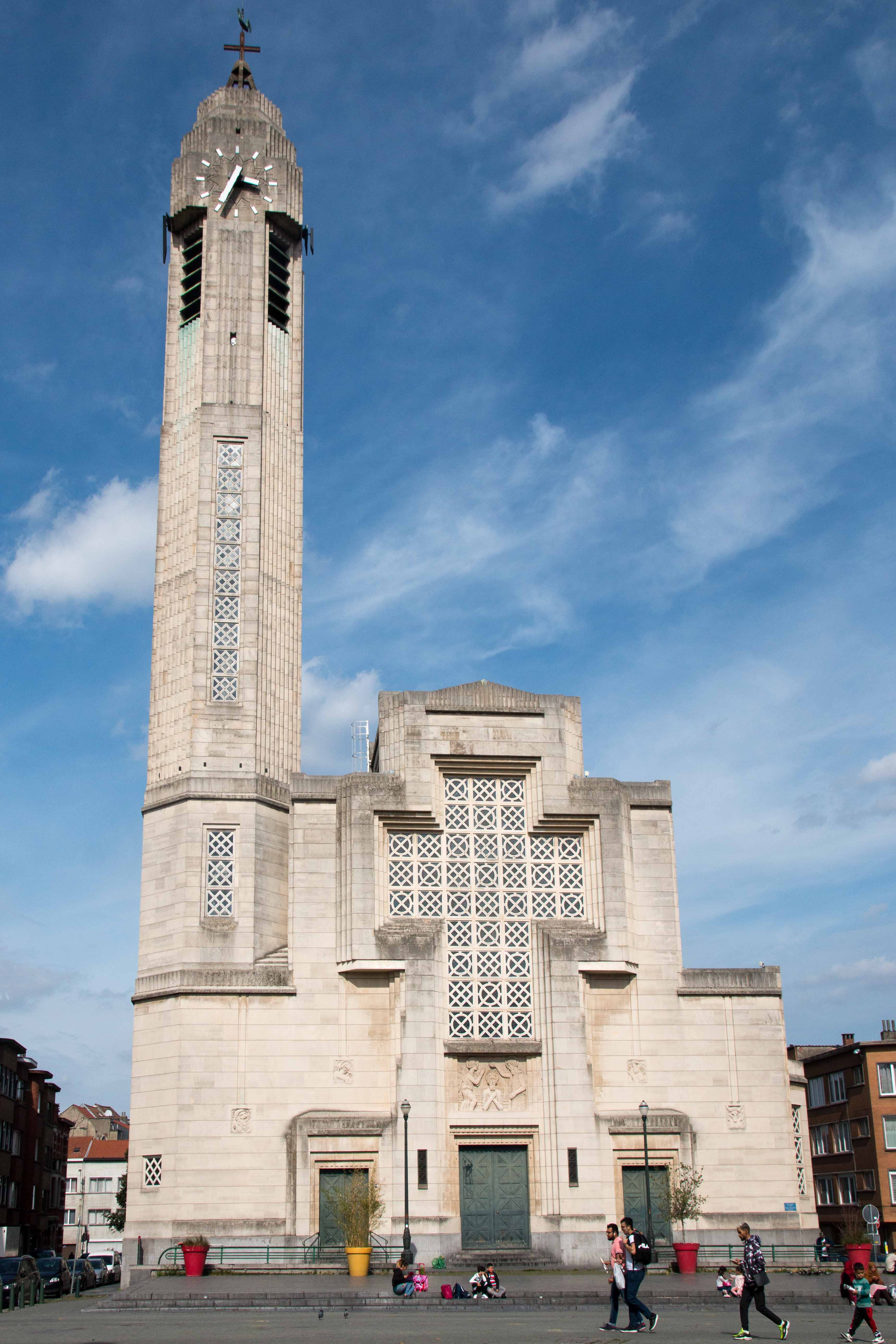
Johannes-der-Täufer-Kirche

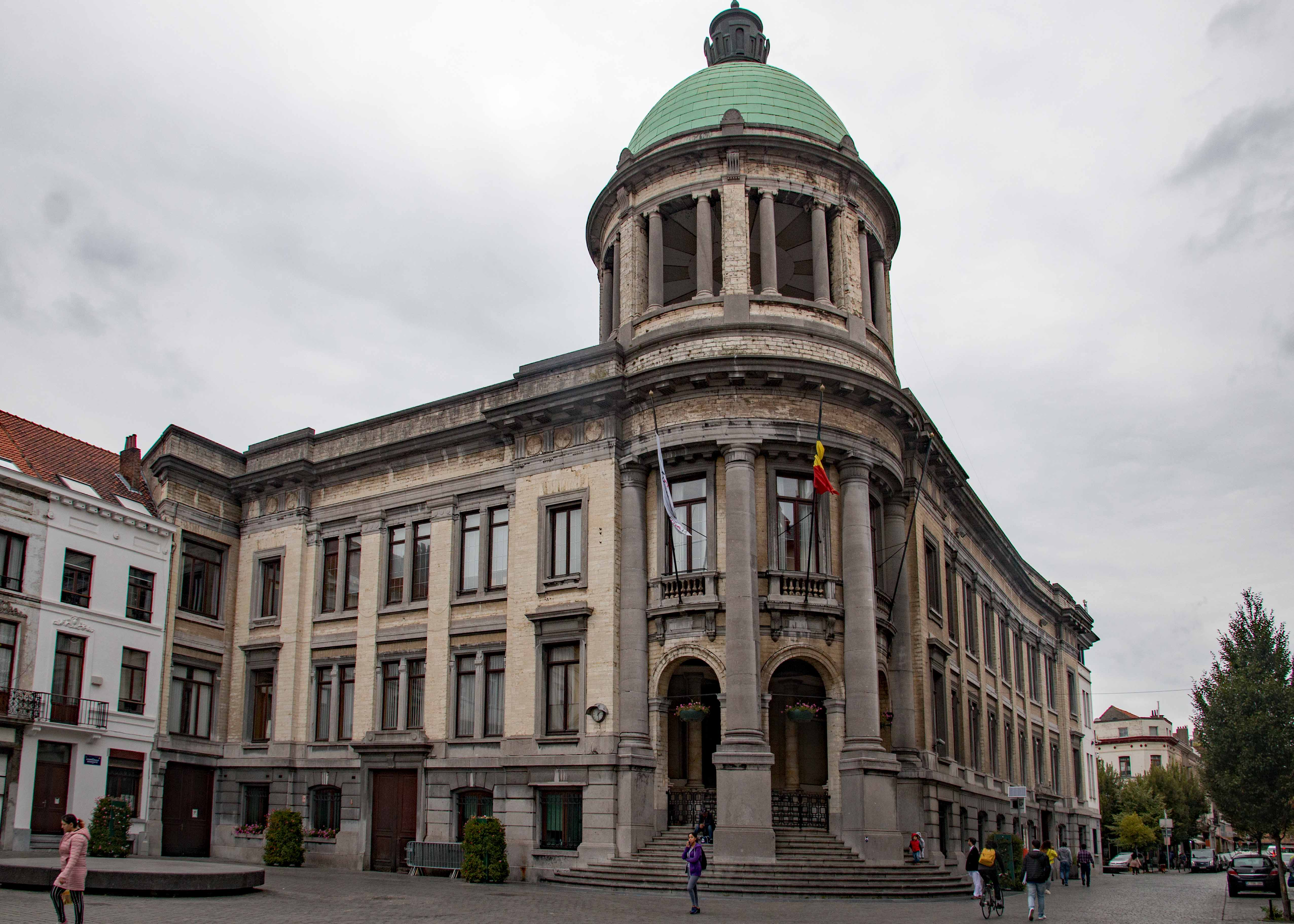
Rathaus von Molenbeek vom Place communale/Gemeenteplaats von Süden gesehen, rechts hinten der Art-déco-Kirchturm der Johannes-der-Täufer-Kirche

Die Bevölkerung von Molenbeek hat einen hohen Anteil vor allem von Einwanderern, von denen heute die meisten aus Marokko stammen. Seit dem 19. Jahrhundert ist sie Zielpunkt von Einwanderungsbewegungen. Ein großer Teil der Bevölkerung Molenbeeks sind Muslime, insbesondere in den östlichen Stadtvierteln nahe dem Kanal. Der westliche Teil ist deutlich weniger dicht besiedelt und hat teilweise noch eine ländliche Prägung behalten, so im Regionalpark Scheutbos.
In Molenbeek befindet sich auch das serbisch-orthodoxe Kirchengebäude Hl. Sava, eine umgewidmete ehemals römisch-katholische Kirche.

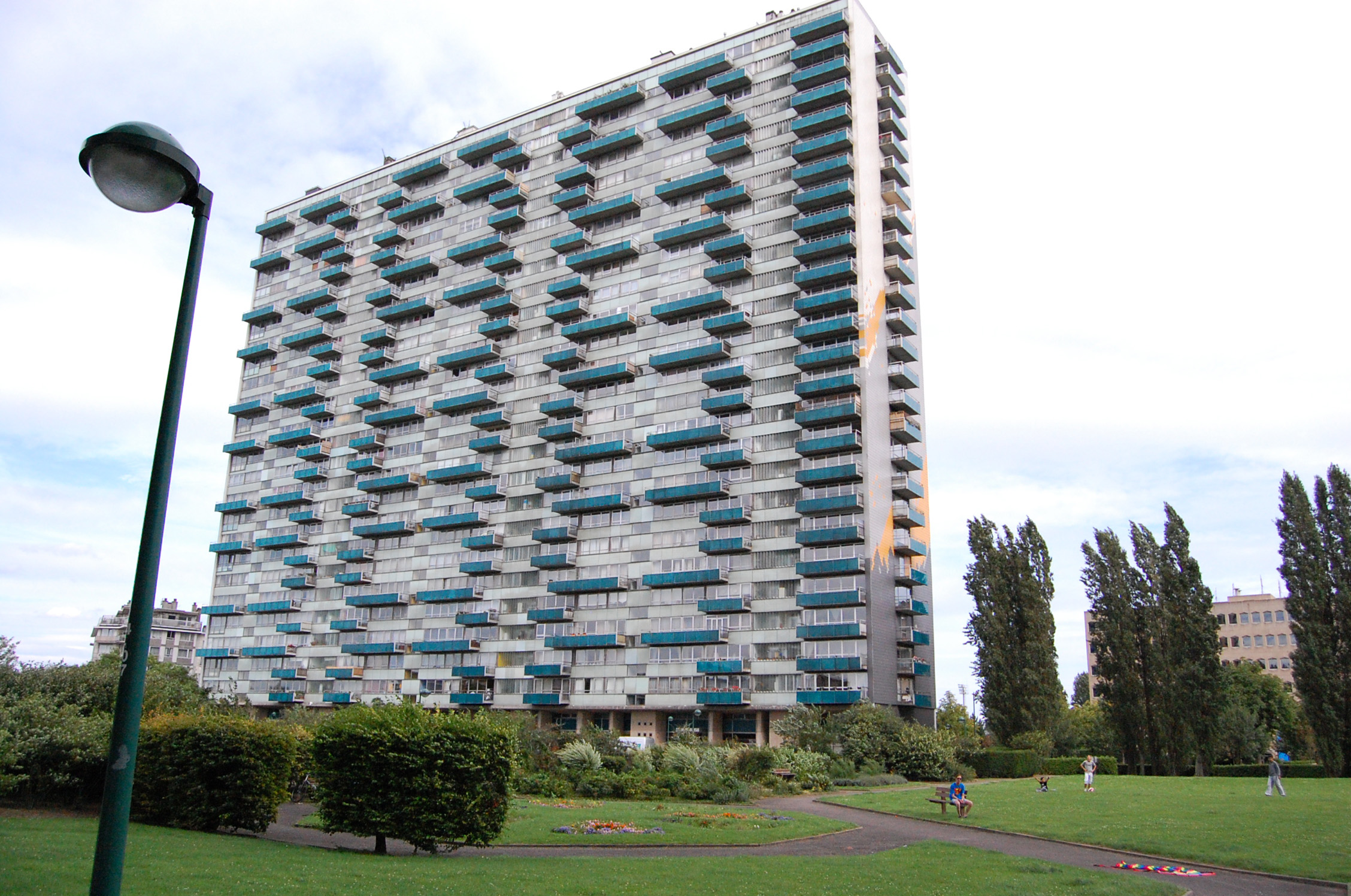
Tour L’Ecluse, Boulevard Mettewie/Mettewielaan, Molenbeek

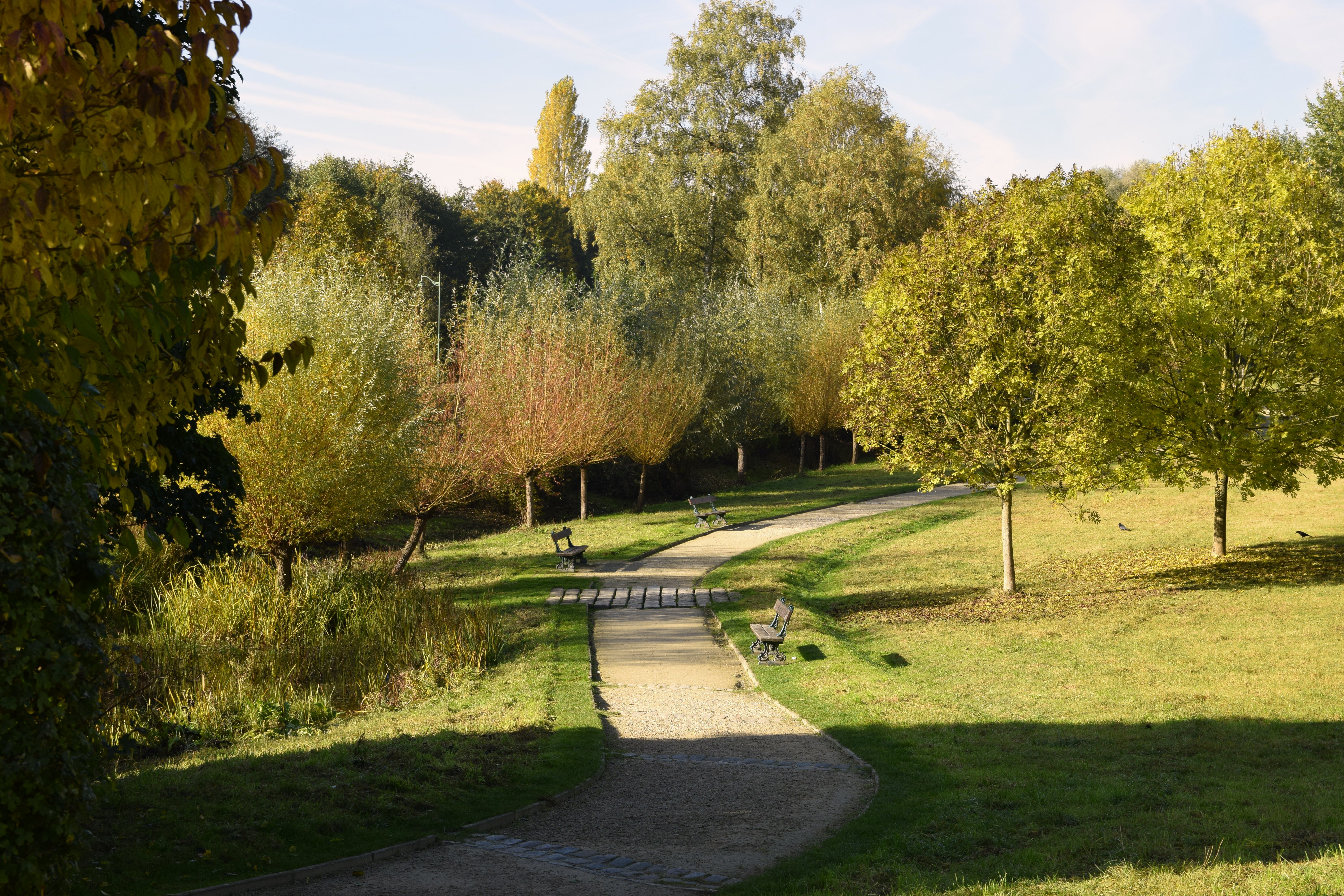
Regionalpark „Scheutbos“

## Bekanntheit im Zusammenhang mit islamistischem Extremismus
Die Stadt erlangte in den letzten Jahren Bekanntheit als Herkunftsort oder vorübergehender Wohnort islamistischer Extremisten. Von hier aus baute Fouad Belkacem bis zu ihrem Verbot 2012 seine salafistisch-terroristische Bewegung Sharia4Belgium auf und rekrutierte IS-Kämpfer.

„Zum ersten Mal kam Molenbeek bereits im Jahr 2001 in die Schlagzeilen: Abdessatar Dahmane, der Mörder des afghanischen Kriegshelden und Schreckens der Taliban, Ahmad Schah Massoud, war ebenso ein Stammgast des für seine radikalen Positionen bekannten Islamischen Zentrums in der Rue du Manchester/Manchesterstraat Nr. 18 wie Hassan El Haski, der mutmaßliche Drahtzieher der Anschläge von Casablanca (2003, 41 Tote) und Madrid (2004, 200 Opfer). Aus Molenbeek stammten die Waffen, die im Januar 2015 beim Anschlag auf die französische Satirezeitschrift „Charlie Hebdo“ zum Einsatz kamen. Hier wohnte der französische Jihadist Mehdi Nemouche, der im Vorjahr im jüdischen Museum in Brüssel ein Blutbad anrichtete. Von hier aus brach im August 2015 Ayoub El Khazzani auf, um im Schnellzug Amsterdam-Paris mit einer Kalaschnikow Reisende zu erschießen.“

 Auch nach den Pariser Anschlägen vom 13. November 2015 führte eine Spur nach Molenbeek, wo schließlich am 18. März 2016 die letzte noch flüchtige Schlüsselfigur der Anschläge, Salah Abdeslam, lebend festgenommen werden konnte. Nach den Bombenanschlägen im März 2016 am Flughafen Brüssel-Zaventem und in der Metrostation Maelbeek/Maalbeek gilt Molenbeek weltweit als Symbol für den grassierenden Radikalismus in Belgien, was nach Meinung vieler Bürger und Besucher die Lebenswirklichkeit in Molenbeek nur partiell abbildet.
Auch der Täter des gescheiterten Bombenanschlags im Bahnhof Bruxelles-Central/Brussel-Centraal im Juni 2017 wohnte in Molenbeek.
Radikale Islamisten griffen in der Vergangenheit in dem Viertel Polizisten mit Messern an und bedrohten Personen in der U-Bahn.

## Wirtschaft und Infrastruktur

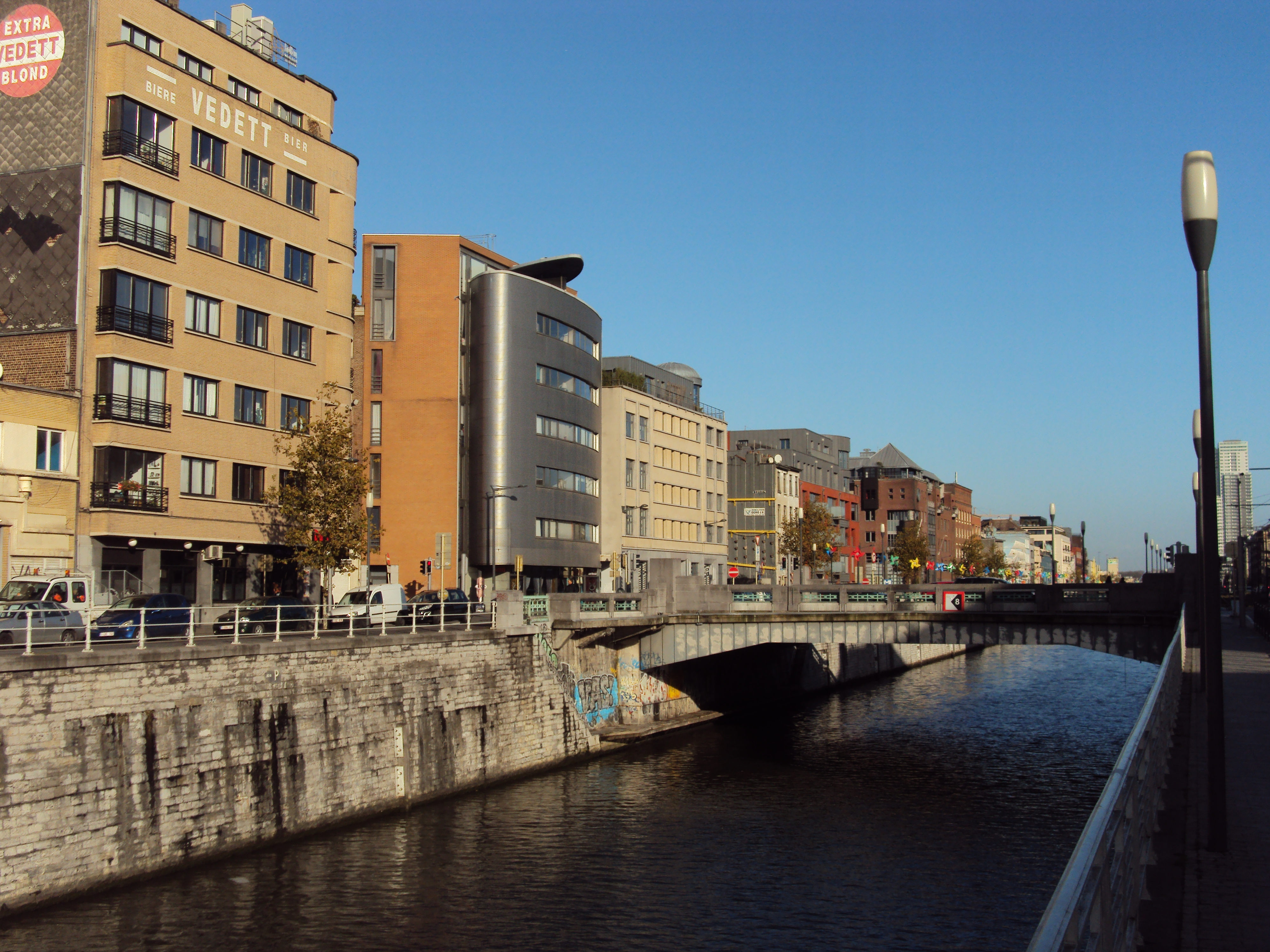
Kanal Charleroi-Brüssel mit westlichem Ufer, das die östliche Grenze von Molenbeek darstellt, von Süden gesehen, mit dem Porte de Flandre/Vlaamsepoort

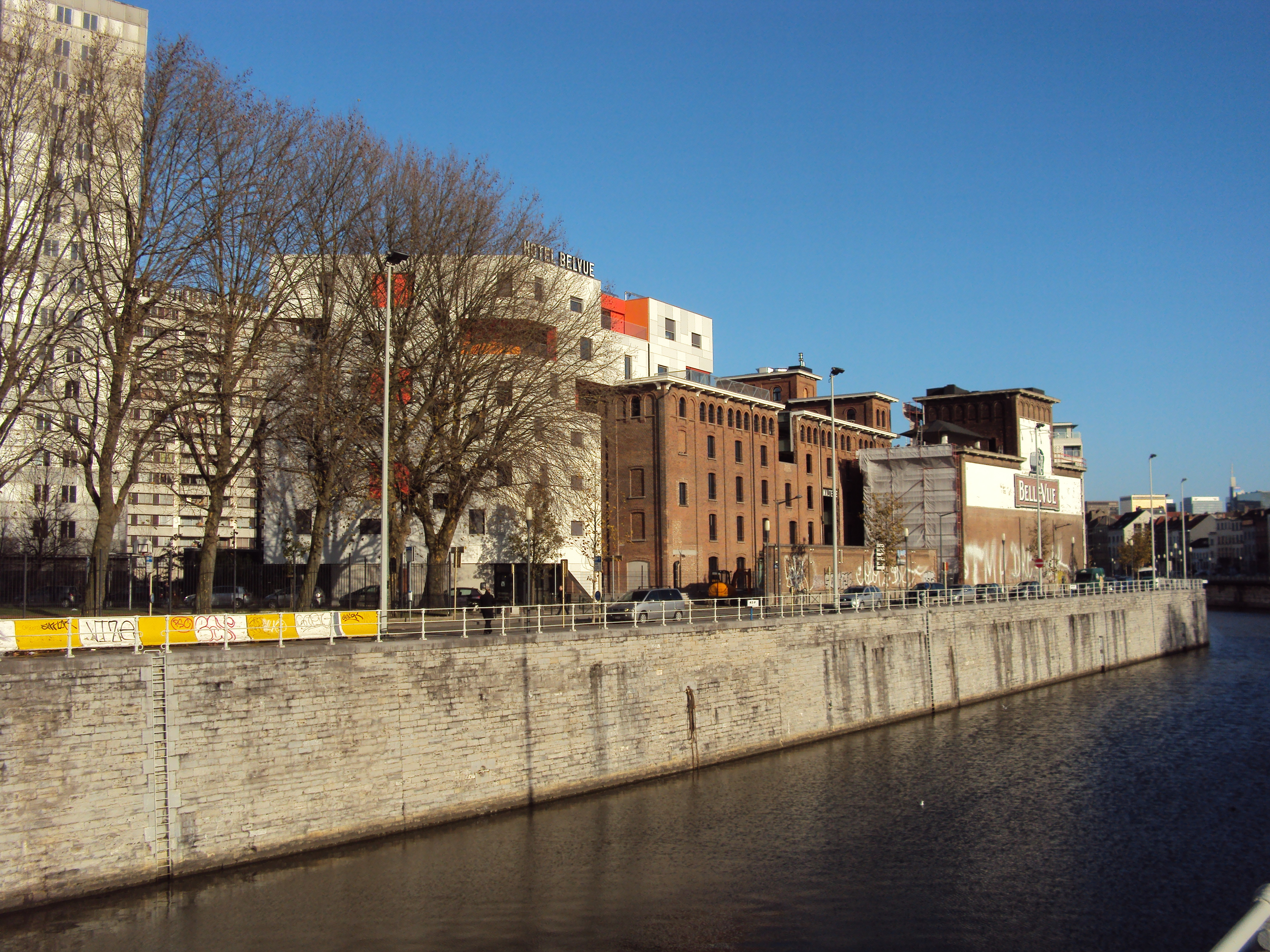
Kanal Charleroi-Brüssel mit westlichem Ufer, mit der ehemaligen Bellevue-Brauerei

### Wirtschaft
In den letzten Jahren wurden viele Industriebetriebe geschlossen und der schwierige Übergang zur Dienstleistungsökonomie eingeleitet, daher leidet die Gemeinde unter einer extrem hohen Arbeitslosigkeit von 31 Prozent. Die Arbeitslosenquote liegt in Molenbeek dreimal höher als der Durchschnitt des Landes, für Jugendliche betrug sie 2015 knapp 42 Prozent. Molenbeek gilt als zweitärmste Gemeinde Belgiens.

### Verkehr
Hauptstraße der Gemeinde ist die am Flämischen Tor (Porte de Flandre/Vlaamsepoort) beginnende Chaussée de Gand/Gentsesteenweg. Der Rathausplatz ist Fußgängerzone und Mittelpunkt der Gemeinde, die eher wie ein Innenstadtbezirk als eine selbständige Kommune wirkt. Der Leopold-II.-Boulevard im Norden der Gemeinde ist Teil der monumentalen Ost-West-Achse, an deren Endpunkt die Nationalbasilika des Heiligen Herzens auf dem Koekelberg steht.
Molenbeek ist an das Eisenbahnnetz über den Brüsseler Westbahnhof (Gare de l'Ouest/Weststation), wo einzelne Fernzüge sowie die Linie S10 der Brüsseler S-Bahn halten.
Durch die Gemeinde verlaufen die U-Bahn-Linien 1, 2, 5 und 6 mit den Bahnhöfen Comte de Flandre/Graaf van Vlaanderen, Étangs Noirs/Zwarte Vijvers, Osseghem/Ossegem, Belgica, Beekkant, Gare de l’Ouest/Weststation (dem Brüsseler Westbahnhof) und Ribaucourt. Für die Feinerschließung sorgen die Tramlinien 51 und 82 sowie zahlreiche Buslinien.

## Sport
Im 1920 eröffneten Edmond Machtensstadion trug der Fußballverein FC Molenbeek Brussels Strombeek seine Heimspiele in der zweiklassigen Division 1B aus und wurde mit Ende der Spielzeit 2013/14 aufgelöst. Der Verein entstand aus der Fusion der Clubs KFC Strombeek und RWD Molenbeek. 2015 gründete sich der neue Club RWD Molenbeek, der seine Partien ebenfalls im Edmond Machtensstadion austrägt. In der Saison 2022/23 spielte er in der Division 1A; zur Saison 2024/25 stieg er wieder in die Division 1B ab.

## Kultur

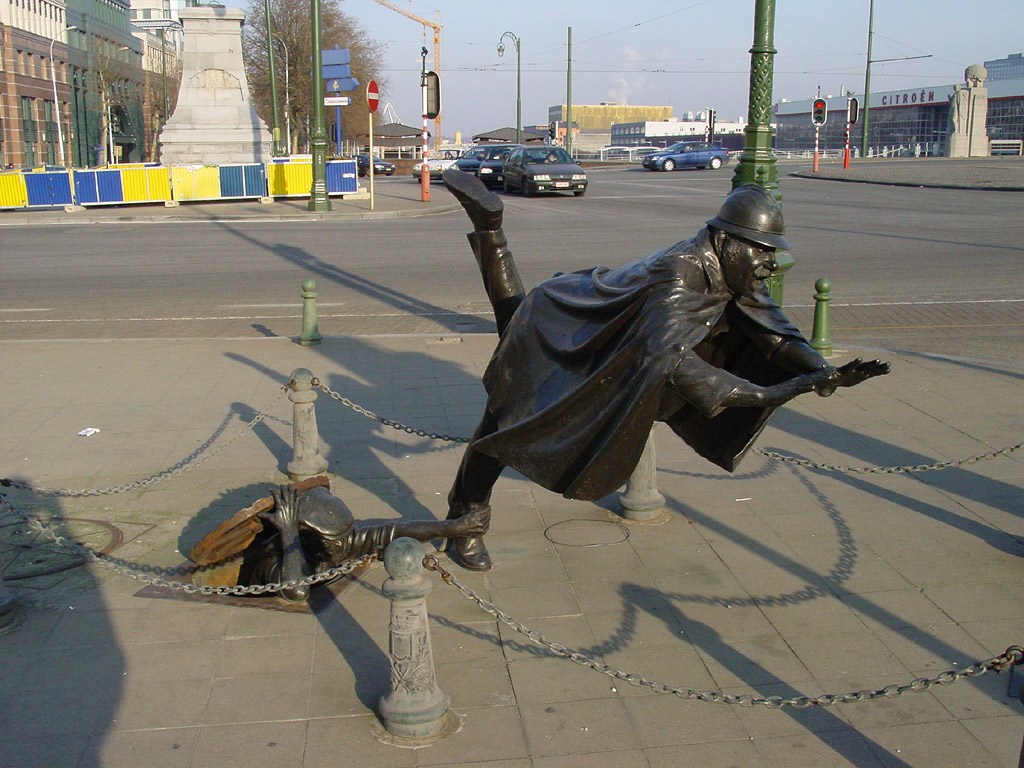
Der Vaartkapoen, Place Sainctelette/Saincteletteplaats in Molenbeek.

Das Gemeinschaftszentrum der Flämischen Sprachgemeinschaft De Vaartkapoen in der Rue de l'Ecole/Schoolstraat 76 ist nach der gleichnamigen Skulptur des belgischen Künstlers Tom Frantzen benannt, die er 1985 am Place Sainctelette/Saincteletteplaats aufstellte und die einen „Kanalbengel“ (vaart für den Kanal bzw. das Kanalviertel, kapoen für Bengel, Rotzlöffel im Brüsseler Dialekt) darstellt, der einen Polizisten als Symbol der staatlichen Autorität zum Sturz bringt.
Im Oktober 2019 wurde das Migratie Museum in Molenbeek eröffnet, das die Geschichte der ersten Gastarbeiter, der Heimatlosen, der Kriegsflüchtlinge und auch der europäischen Binnenmigranten darstellt.

## Persönlichkeiten
In der Gemeinde geboren:
- Jean De la Hoese (1846–1917), Porträtmaler
- Eugène Laermans (1864–1940), Maler
- Pierre Abattucci (1871–1942), Landschafts- und Porträtmaler sowie Radierer
- Sander Pierron (1872–1945), Schriftsteller, Journalist und Kunstkritiker
- Daniël Clarembaux (1883–1928), Ruderer
- Georges Fleurix (1892–?), Wasserballspieler
- Jean Jung (1896–1977), französischer Geologe und Petrograph
- Alfred Dubois (1898–1949), Geiger und Musikpädagoge
- Edmond Machtens (1902–1978), Politiker
- Gui Mombaerts (1902–1993), Pianist und Musikpädagoge
- Jean Wauters (1906–1989), Radrennfahrer
- Ivon De Bie (1914–1989), Jazzpianist
- Edgar Charles Polomé (1920–2000), Sprach- und Religionswissenschaftler
- Hilde De Ridder-Symoens (1943–2023), Historikerin
- Guy Van Waas (* 1948), Dirigent, Klarinettist und Organist
- Franky Vercauteren (* 1956), Fußballspieler und -trainer
- Anouar Ait El Hadj (* 2002), Fußballspieler

Mit der Gemeinde verbunden:
- Philippe Moureaux (1939–2018), belgischer Politiker und langjähriger Bürgermeister in Molenbeek
- Abdelhamid Abaaoud (1987–2015), islamistischer Terrorist
- Salah Abdeslam (* 1989), islamistischer Terrorist